# Preterizmus
A preterizmus a bibliai apokalipszis egyik keresztény magyarázati elve. A latin ige jelentése: elmegy, elhagy, elmúlik (preatereó), előljárószóként: valami mellett, valamin túl (praeter),, azaz az újszövetségi jövendölések már megtörténtek.
A preterizmus élesen szemben áll a futurista és más fő nézőpontokkal. Nem kötődik szorosan egyetlen egyházhoz sem, ám szemléletmódját a legkülönfélébb felekezetek írásmagyarázói tették magukévá. Néhány elemét a nagy egyházak teológusai is evidenciának tekintik. A szakirodalom kétféle irányzatról beszél teljes és részleges preterizmusról. A preterizmus azt tanítja, hogy Jézus Olajfák-hegyi beszéde teljesen (teljes preterizmus), illetve annak többsége (részleges preterizmus) az 1. században, 70-re megvalósult. A végidőkről szóló jövendölések így nem a világ végét, hanem csak az ószövetségi kor végét, a jeruzsálemi templomnak és magának a városnak i.sz. 70-ben bekövetkező pusztulását jelezték előre. A bizonyításban kiemelt szerepet juttat Josephus Flavius zsidó történetíró A zsidó háború című művének, valamint az apokaliptikus próféciák történelmi tényekkel való egybevetésének. 

## Története
A preterista szemlélet egyes elemei megtalálhatóak már az egyházatyák írásaiban is, de első rendszerezett összefoglalása egy Luis del Alcasar nevű spanyol jezsuita teológus Nyomozás az Apokalipszis titkos jelentése után című munkájában olvasható, mely 1614-ben jelent meg. Az elkövetkező évtizedekben a protestánsok közül többen magukévá tették Alcasar gondolatait. Hugo Grotius protestáns filozófus és jogász 1640-ben adta ki írását az Antikrisztusokkal foglalkozó bizonyos szövegek kommentárja címmel. Egy évre rá Az újszövetség kommentárja című munkájában fejtette ki részletesebben preterista nézeteit. 1645-ben Thomas Hayne angol teológus Krisztus Királysága a Földön című könyvében állította, hogy Dániel könyvének próféciái mind az 1. században teljesültek. 1650-ben Joseph Hall írt hasonló szemléletű könyvet. 1730-ban Firmin Abuzit francia teológus Az apokalipszis tanítása címmel adta ki a preterizmus eszméit népszerűsítő könyvét. 

## Jézus jövendölése a világ végéről

### Apokalipszis az 1. században
A kis apokalipszisnek is nevezett evangéliumi részekben (Máté 24., Márk 13., Lukács 21.) Jézus a világ végét megelőző jelekről és az Ő eljöveteléről beszél. A preterizmus kiindulási pontnak tekinti, hogy itt konkrét jövendölés olvasható a templomnak, ill. egész Jeruzsálemnek a pusztulásáról (Máté 24,2; Lukács 21,20), ez pedig, véli a preterizmus, meghatározza a prófécia időkeretét, ami az 1. század. A preterizmus Jézusnak több kijelentését is idézi, melyekben arról beszél, hogy a gonosszá vált Jeruzsálem feletti ítélet és az Emberfia eljövetele még az ő nemzedékében fog megtörténni: Máté 10,23 Máté 16,28 Máté 23,34-36 Máté 24,34 Márk 9,1. Továbbá Pál apostol is a közeli eljövetelre számított: pl. 1Thessalonika 4,15-17.

### A „világ vége” értelmezése
A preterista értelmezésben az „utolsó idők”, az „utolsó óra” és a „világ vége” kifejezések nem az ismert világ pusztulására, a Föld és az univerzum megszűnésére vagy a történelem végére utalnak, hanem az ószövetség korszak végére vonatkoznak. A görög szavak szünteleia tou aionos (συντελείας τοῦ αἰῶνος) szó szerinti fordítása: a korszak beteljesedése, bevégződése. A kifejezés jelentésének meghatározását azonban nem csupán nyelvészeti kérdésnek tekintik. Több bibliai helyet idéznek, melyek szerintük azt igazolják, hogy az első keresztények az „utolsó idők” alatt nem ezer évekkel későbbi időkre gondoltak, hanem a saját korukra: ApCsel 2,16-17; 1Kor. 10.11; 1János 2,18; Zsidók 1,1; 9,26; Júdás 1,12-18.
A preterizmus úgy látja, hogy Jézus a kis apokalipszisben az ószövetségi korszak lezárulását jövendölte meg. Próféciái pedig Jeruzsálemnek i.sz. 70-ben bekövetkezett pusztulásában teljesedtek be, amikor a templom elpusztult, megszűnt az áldozatbemutatási rendszer, s vele együtt a zsidó vallásnak addig gyakorolt formája. A preterizmus szerint ennek a katartikus ítéletnek az előjeleiről beszél Jézus az említett helyeken. Ezért ezeket az előjeleket nem a 20-21. században, hanem az 1. század közepe táján kell keresni, közvetlenül Jeruzsálem pusztulását megelőző időkben.  
Az alábbiak rövid összefoglalását adják annak, hogy a preterizmus miként magyarázza a jézusi próféciák beteljesedését.

### Az utolsó idők jelei

#### Hamis Krisztusok és hamis próféták megjelenése
(Mát 24,4-5, 11).
A preterista teológusok számos bibliai szövegre hivatkoznak annak igazolására, hogy Jézus után álmessiások és hamis próféták sokasága működött Izrael földjén: I.János 2,18; 4,3.; II. János 1,7. De ezek mellett Biblián kívüli forrásokat is citálnak. Rámutatnak Iréneuszra, aki a Bibliából ismert Simon mágus ténykedéséről ír részletesen, aki saját magára úgy tekintett, mint a zsidóság közé leszállott Fiú, Fenséges erény és Szent Szellem.  Jusztinusz állítja, hogy "az Úr mennybemenetele után a démonok elküldtek néhány embert, akik isteneknek adták ki magukat, és akiket nemhogy nem űztek el, de még tiszteletben is részesítették." Az említett Simonnak szobrot állítottak Rómában a következő felirattal: Simonnak, a szent Istennek. Josephus Flavius olyan csalókról ír, akik az isteni küldetés ürügyével, varázslással ámították a népet, vallási rajongásba vitték őket, kicsalogatták a pusztába, hogy lázadásra bírják.  Néhányukat név szerint is megemlíti. Beszámol egy egyiptomi hamis prófétáról, aki 30.000 embert „csődített maga köré”,  valamint egy Dositheus nevű zsidóról, aki a római háború idején munkálkodott a jeruzsálemi nép között, és sok követőjének halálát okozta.  Josephus említ még egy Teudás nevű hamis prófétát is, akinek Cuspius Fadus (kb. Kr. u. 44–46) római helytartó idején sok követője támadt. Azzal hitette a népet, hogy kettéválasztja a Jordánt, és szárazon átvezeti a híveit. „Szemfényvesztésével sok embert félrevezetett” – írja Flavius. Ezért a rómaiak óvatosságból kivégezték. Mindezek a történések – mondja a preterizmus – fellelhetőek Jézus próféciájában: Máté 24,23-36

#### Háborúk hírei
(Máté 24,6).
A preterista teológusok kedvelt módszere a történelmi források egybevetése a bibliai próféciákkal. Ez látható a háborúk híreiről szóló jézusi jövendölések magyarázatában is. Hivatkoznak Flaviusra, aki Jeruzsálem pusztulását megelőző időket így jellemzi: „… a római államot nagy megrázkódtatások érték.”   Hivatkoznak továbbá Publius Cornelius Tacitus római történetíróra, aki Annales című könyvében a század közepe táján számos lázadásról, zavargásról és háborúról tudósít. De közvetlenül a Jeruzsálem pusztulása előtti időszakot is megrázó képekkel festi le olvasójának. Korunk története c. művében folyamatos polgárháborúkról, külső ellenségről és lázadásokról ír. 

#### Éhínségek és döghalálok
(Máté, 24,7)
"Lesznek éhínségek és döghalálok..." – mondja Jézus. A preterizmus szerint Jeruzsálem pusztulását megelőző időszak egyik nagy éhínségéről maga a Biblia is beszámol: "Felkelvén pedig egy azok közül, név szerint Agabus, megjelenté a Lélek által, hogy az egész föld kerekségén nagy éhség lesz; amely meg is lőn Klaudius császár idejében." (Apcsel. 11.28). Suetonius Néró idején (54-68) szintén „általános éhínségről” ír. Jospehus pedig arról tudósít, hogy közvetlenül Jeruzsálem pusztulása előtt a zsidók fővárosában dögvész és éhínség pusztított. 

#### Földrengések
(Máté, 24,7)
Az 1. század 40-es, 50-es, 60-as éveiben több nagy földrengést is feljegyeztek a római történetírók, Tacitus, Seneca és Suetonius: Kréta (46 vagy 47), Róma (51), Apameia (53), Laodicea (60), Campania (62 vagy 63). De a zsidók saját maguk is tapasztalhattak egy "hátborzongató dübörgéssel kísért földrengés"-t az ostrom előtt, amiről Flavius is megemlékezik.  A preterista irodalom ezekben a történelmi feljegyzésekben is a jézusi jövendölések beteljesedését látja. 

#### Keresztényüldözés
(Máté, 24,8-10)
Jézus az ő követőinek üldözését többször megjósolta, s bár ilyen erőszakos megnyilvánulások mindig voltak a történelem során, ám – véli a preterizmus – a Jézus által használt kifejezések az 1. századra vonatkoztathatók. Korának vallási vezetőihez így szól: „Ezért íme, küldök hozzátok prófétákat, bölcseket és írástudókat: egyeseket közülük megöltök és keresztre feszítetek majd, másokat megkorbácsoltok zsinagógáitokban, és városról városra üldöztök.” (Máté 23,34)  
Itt a preterizmus szerint a keresztre feszítés, valamint a zsinagóga említése utal az 1. századi beteljesedésre, és ez utóbbi a zsidók általi üldözésre (ld. még Márk 13,9; 2Korinthus 11,24), ami viszont a későbbi századokban nem volt jellemző, és a jövőben sem várható, hogy a zsidóság korbáccsal verje ki a keresztényeket a zsinagógákból, és keresztre feszítse őket. De a Római Birodalom is üldözte a keresztényeket. Különösen Néró idején voltak ilyenek, s ő többek között keresztre feszítéssel büntette Jézus követőit. Néró „Halálbüntetést szabott a keresztényekre, erre a káros, új babonának hódoló népségre” – írja Suetonius. Bővebben adja elő Néró kegyetlenkedéseit Tacitus Annales című könyvében.  (ld. Keresztényüldözés)

#### Az evangélium hirdetése az egész világon
(Máté 24,14)
A görög szöveg az "egész világ" kifejezésnél az ökumené (οἰκουμένῃ) szót használja, mely – vallják a preterista teológusok – a bibliai szóhasználatban az akkor ismert világot jelentette, jobbára a Római Birodalmat. Tehát nem a mai értelemben vett egész Földet. Ennek igazolására idézik Lukács evangéliumát: "És lőn azokban a napokban, Augusztus császártól parancsolat adaték ki, hogy mind az egész föld összeirattassék." (Lukács 2,1), valamint az ApCsel 11,28-at. A preterizmus szerint Jézus szavai már az 1. század közepe táján beteljesedtek, és az evangéliumot az „egész földön”, vagyis az akkor ismert világon hirdették. Pál apostolt idézik, aki a római gyülekezetnek írott levelében több helyen is ilyen értelemben ír: Róma 1,8; 10,18; 16,26.

#### A pusztító utálatosság
(Máté 24,15)
Jézus arról beszélt, hogy amikor a tanítványok meglátják a "pusztító utálatosságot állni a szent helyen", akkor azonnal meneküljenek el ne csak Jeruzsálemből, de még Júdeából is. Figyelmeztetést is fűz hozzá: „Imádkozzatok pedig, hogy a ti futástok ne télen legyen, se szombat napon” (Máté 24,20) Ez az intés is – véli a preterizmus – bizonyítja az 1. századi beteljesedést, hiszen a téli időszakban az útviszonyok miatt nehéz volt menekülni, szombaton pedig a vallási törvény tiltotta a zsidóknak a hosszabb utazást. A preterista teológia szerint, ami Máténál "pusztító utálatosság" (Máté 24,15), az Lukács evangéliumában a "Jeruzsálemet körbevevő hadsereg" (Lukács 21,20). 
A preterizmus mindezt az első századok egyházatyáinak írásaiból is igazolva látja. Chrysostom (i.sz. 347 – i.sz. 407) így ír: 
```
"Úgy tűnik számomra, hogy a pusztító utálatosság azokat a hadseregeket jelenti, melyek végül elpusztították Jeruzsálemet. … Ezért meg fogom kérdezni őket, elküldte-e prófétáit és bölcseit? Megölték őket zsinagógáikban? Elhagyottá lett a házuk? Érte bosszú azt a generációt? Ez teljesen világos, hogy igen, így történt, és ezt senki sem tagadhatja le.”
  
[
27
]
```

Eusébius pedig a következőket jegyzi meg: 
```
„Ezek az események pedig pontosan így következtek be, Vespansianus uralkodásának második évében,amint Urunk és Üdvözítőnk, Jézus Krisztus jövendöléseiben előre jelezte. ... Ha pedig valaki összehasonlítja Üdvözítőnk szavait azokkal a történetekkel, amiket a történetíró az egész háborúról írt, hogyne esne ámulatba és ismerné el, hogy Üdvözítőnk előretudása valóban természetfeletti módon isteni csoda volt.
[
28
]
```

Menekülés a hegyekbe
(Máté 24,15-18)
Jézus szavai szerint a pusztító utálatosság látványa jel lesz a menekülésre. "Akkor azok, akik Júdeában lesznek, meneküljenek a hegyekbe, aki a ház tetején lesz, ne szálljon le, hogy kihozzon valamit, és aki a mezőn lesz, ne térjen vissza, hogy elhozza felsőruháját." (Máté 24,16-18) A preterista szemléletmód szerint az "azok, akik Júdeában lesznek" kitétel egyértelműen az 1. századi viszonyokra és konkrétan a zsidókeresztényekre utal. Hasonlóképpen szerintük a hegyekbe való menekülésnek sincs értelme a mai korban, annál inkább az 1. században. A "háztetőről való leszállás tiltása", valamint a "mező" és a "felsőruha" említése ugyancsak annak a kornak a keretei között értelmezhető. Euszebiusz egyházatya, a 4. században arról írt, hogy a jeruzsálemi gyülekezet tagjai a város ostroma előtt elhagyták Jeruzsálemet, és egy Pella nevű városban találtak menedéket. Pella városa Jeruzsálemtől északra, a Jordántól keletre eső hegyvidék szélén fekszik (nem tévesztendő össze a görög Pellával).

#### A nagy nyomorúság
(Máté 24,19-22)
"... akkor nagy nyomorúság lesz, amilyen nem volt a világ kezdete óta..." (Máté 24,21) – mondja Jézus a tanítványoknak Jeruzsálem pusztulásáról. A preterizmus itt is hosszan idézi Flavius leírását.  Az író milliós nagyságrendűre teszi az ostrom áldozatainak számát, akiket részben a rómaiak katonák öltek meg, részben pedig a városban portyázó gyilkos lázadó bandák. A holttesteket a bent lévők kidobálták a városfalon kívülre. A kannibalizmus is felütötte a fejét az éhező városban. De Jézusnak a fiatal asszonyokra vonatkozó szavai is szó szerint beteljesedtek. „Jaj pedig a terhes és szoptató asszonyoknak azokon a napokon.” (Máté 24,19) Flavius hosszan ír az ostromlott városban uralkodó rettenetes nyomorúságról, majd így fejezi be: "Véleményem szerint ennél szörnyűbb kegyetlenség még nem sújtotta a zsidókat.” 

#### Jelek az égen
(Máté 24,29)
„A nap elsötétül, a hold nem fénylik, a csillagok az égről lehullanak…”  A preterizmus szerint nem szabad szó szerint venni ezeket a képeket, mivel az ószövetségi próféták is hasonló képekben jövendölték meg egy-egy Istenellenes hatalom pusztulását anélkül, hogy azok a valóságban beteljesedtek volna. Ezékiel és Ézsaiás próféta könyveire utalnak: Ezekiel 32,2,7-8 Ézsaiás 34,4-5. A preterista szemlélet az ókori zsidó apokaliptika képeit látja a jézusi jövendölés szavaiban is. A jelképes kifejezésekkel a próféta mindig az isteni ítéletet harangozza be.

#### Elragadtatás
(Mát 24,40-41)
A futurista teológia szerint az elragadtatás az idők végének rendkívüli eseménye, mely során az igaz keresztényeket Isten elragadja a Földről, és ettől kezdve az Ő jelenlétében fogják tölteni az örökkévalóságot. Közben a Földön megkezdődik a nagy nyomorúság időszaka, amikor Isten igazságos ítélete fogja sújtani a hátrahagyott emberiséget. 
A preterista teológia ezt a kérdést is másként látja. "Akkor ketten lesznek a mezőn, az egyik felvétetik, a másik otthagyatik." A preteristák szerint, mivel Jézus közvetlenül ezt megelőzően az özönvízhez hasonlítja az ő eljövetelét és annak hatását, itt sem akar többet mondani annál, mint amit az özönvíz hasonlatában sugallt: Jeruzsálem lakossága hamis biztonságban éli az életét, mit sem sejtve a közelgő végről (esznek, isznak, házasodnak), ám amikor a római seregek megtámadják a várost, mindannyian elpusztulnak (Mt 24,16-21; Luk 21,34-36). Az ő követői azonban az Úr segítségével megmenekülnek (Mt 23,34-37; Luk 21,22-24; Luk 23,28-31).  Vagyis nem eltűnnek a földről, hanem az Úr segítségével egy biztonságos helyre kerülnek.
A Pál apostol által említett "... elragadtatunk azokkal együtt a felhőkön az Úr elébe a levegőbe ..." (1Thessz 4,17) kijelentés szó szerinti értelmezése is megkérdőjeleződik a preterista teológiában. Arra hivatkoznak, hogy Pál és a korabeli keresztény gyülekezetek Jézus visszajövetelének túlfűtött várakozásában éltek olyannyira, hogy Pál saját magát is azok közé sorolta, akik nem fognak meghalni az Úr eljöveteléig (1Thessz 4,15). Ám ő és az akkor élő keresztények mindannyian meghaltak anélkül, hogy Jézus elragadta volna őket "a felhőkön a levegőégbe." A preterista gondolkodás szerint Pál korának apokaliptikus szókészletét használja a végső dolgok kifejezésére (arkangyal szózata, isteni harsona, elragadtatás a felhőkön), de mindezeket ma már nem szabad szó szerint venni. A preterista szemlélet úgy véli, hogy ez nem von le semmit az apostol üzenetének erejéből, melyet egy másik levelében így fogalmaz meg: "Akár élünk, akár meghalunk mindenkor az Úrral vagyunk." (Róm 14,8) 
A preterista nézet, az elragadtatás tézise helyette azt tanítja, hogy a hívő ember halálával a lélek a földi, materiális létsíkból átkerül egy szellemi létsíkba, ahol elnyeri Jézustól jutalmát és az örök életet. Maga Pál is, élete vége felé, már ilyen értelemben nyilatkozott (Filippi 1,21-24). 

#### Az Emberfia eljövetele
(Máté 24,30)
„És akkor meglátják az Emberfiát eljönni…” A preterizmus megosztott az „Emberfia eljövetele” kérdésében. Több teológus a jelképesen megjelenített, felhőkön érkező, Jeruzsálemet elpusztító ítélő Istenben látja Jézus második eljövetelét beteljesedni. Mások máshová helyezik a hangsúlyt: a hívő szívében megszülető Krisztusban, valamint a Szentlélek megszentelő, gyülekezetet építő, önmagát csodákkal igazoló munkájában vélik felismerni a parúziát, és a feltámadás, ill. pünkösd misztériumával, valamint a kereszténység robbanásszerű elterjedésével hozzák összefüggésbe. Herbert Haag római katolikus teológus és Bibliatudós a következőképp összegzi véleményét Jézus eljöveteléről, írt tanulmányában:
```
„Krisztus visszajövetele, amelyre úgy számítottak az apostolok, hogy nemsokára bekövetkezik, a feltámadásban már valósággá lett. Ez egyértelműen mutatja, hogy János evangéliumában a hangsúly áttevődik az ember testi feltámadásáról a lelki feltámadására, és ezzel párhuzamosan a látványos eszkatologikus parúzia is spirituális jelleget ölt, amely már bekövetkezett, és még mindig folyamatban van. … Amikor tehát Jézus arról beszélt, hogy parúziáját a hívőknek már az első nemzedéke megéli (Mt 10,23;16,28; 26,64), akkor dicsőségének olyan kinyilatkoztatására gondolt, amely nem esik okvetlenül egybe ennek a világnak a végével, hanem ugyanolyan jól, sőt még jobban egybevág a közvetlen jövő eseményeivel: a zsidó állam megszűntével, Jeruzsálem pusztulásával, ezzel párhuzamosan az Egyház terjedésével és megerősödésével.” 
[
41
]
```

A választottak összegyűjtése
(Máté 24,31)
A preterista értelmezés szerint Máté 24,31 Ézsaiás jövendölésének megismétlése (Ézsaiás 27:12–13). Ezen a  helyen a próféta Izrael szétszóródott tagjainak összegyűjtését jövendöli meg az Eufrátes folyótól Egyiptom földjéig. A preterizmus ezt az eseményt állítja párhuzamba Kajafás főpap szavaival (János 11,49-52). Úgy gondolják, hogy ez az összegyűjtés nem csupán a zsidó kiválasztottakról szól: a trombita és az angyalok motívuma az ószövetségi apokaliptikát idézi, de a beteljesedés a Krisztus által indított evangélium terjedéséhez köthető. A preterista szemléletmódban a választottak összegyűjtés a keresztény közösségek és végső soron az egyház létrejöttével van összefüggésben.

## Jelenések könyve
A preterista szemlélet szerint a teológiának minden esetben figyelembe kell venni, hogy az adott bibliai szakasz, tanítás, prófécia milyen történelmi helyzetben hangzott el, és kik voltak a hallgatói. Szerintük a Jelenések elsődleges célja az 1. században élő, üldözött keresztények vigasztalása volt. Ennek eszköze az apokaliptikus jelképrendszer. Az üzenetet a könyv szerzője rejtjelezve, – vagyis képi szimbólumok mögé rejtve – közölte a gyülekezettel. Preterista nézőpontból a Jelenések üzenete így hangzik: az üldöző hatalmak elnyerik méltó büntetésüket, míg az igazak a sok nyomorúság után élvezni fogják az örök életet. Egyes teológusok szerint a Jelenések könyve egy valódi prófécia, mely az 1. század 60-as éveiben született. Mások szerint csak formálisan prófécia, valójában az események bekövetkezte után, apokaliptikus formában megírt vigasztaló írás, mely sajátosan ötvözi a korban már ismert zsidó apokaliptika és más apokrif iratok egyes elemeit. (Hénok könyve, Jubileumok könyve stb.).
A preterizmus szerint a Jelenések könyvében megjelenő jelképek mögött a következő történeti valóság húzódik meg. A pecsétek, a trombiták és a poharak által jelzett katasztrófák és démonikus jelenségek mögött a zsidó-római háború eseményeire és főképpen Jeruzsálem ostromának körülményeire kell gondolnunk.  A katasztrófák közepette megjelenő "Napba öltözött asszony, tizenkét csillaggal a fején" (Jelenések 12,1), aki fiút szül (Jelenések 12,4) a választott népet, annak 12 törzsét jelöli, akitől származik a Krisztus. A fiút elpusztítani akaró sárkány a mennyből a földre vettetett Istenellenes szellemi hatalom mitologikus képe, amely Baruch apokalipszisében is megjelenik, s aki messiás születésétől kezdve, annak elpusztításán munkálkodik.  A  fenevad nem más mint a Római Birodalom. Hét feje van, ami arra a hét hegyre utal, amin felépült Róma (Jelenések 17,9). A fenevad száma, ami embernek a száma 666. (Jelenések 13,18) Ez a szám úgy jön ki, hogy a Néró császár kifejezést héberül kell leírni, és a héber betűk számértékének összege kiadja a 666-ot. „Babilon, ama nagy város” (Jelenések 18,21) „amely lélek szerint Sodomának és Égyiptomnak hivatik, ahol a mi Urunk is megfeszíttetett.” (Jelenések 11,8) nem más, mint a hitehagyott Jeruzsálem vagy másként: a keresztényüldöző zsidó vallási elit. Ez a fenevaddal a szellemi eltévelyedés terén egységbe olvad (Jelenések 17,3), mindketten a szentek ellen viaskodnak (Jelenések 13,7; 17,6), ám a fenevad meggyűlöli Babilont, a nagy paráznát, szétmarcangolja és tűzzel égeti meg (Jeruzsálem pusztulása – Jelenések 17,16).   Miután Isten így bosszút állt az apostolok és próféták vérén (Máté 23,34-36. ill. Jelenések 17,17; 18,8), a fenevadra is pusztulás fog várni. (Egyes teológusok a fenevad és a nagy Babilon mitikus alakjai mögött egyaránt a Római Birodalmat értik.) 
A könyv utolsó fejezeteiben – vallják a részleges preterizmus követői – már örök érvényű és jövőbe mutató vigasztalás található, amennyiben az Új Jeruzsálem minden emberi értelmet felülhaladó örömet és boldogságot fog hozni azoknak, akik neve fel van írva az Élet könyvében. Mivel azonban a preterizmus nem egy egységes teológia, hanem inkább szemléletmód, így ebben a kérdésben is megoszlanak a vélemények. A mennyei Jeruzsálem – a teljes preterizmus hívei szerint – nem a jövőben várható, hanem egy szellemi állapot, mely a Szentlélek kitöltése óta Krisztus szövetségében áll fenn. 

## Magyar nyelvű irodalom
- Gombor Gábor – Kiss Ágnes: Bábel emlékei. Budapest, 2002.
- Biga Cubensis (Gombor Gábor): A világvége-csapda. Mit üzen a Jelenések könyve? Dekameron, 2003.